# 로버트 할리 (1579년)
로버트 할리(Sir Robert Harley, 1579년 ~ 1656년)는 영국의 군인 겸 정치인 및 기사 작위자이다.

## 생애
그는 영국 여왕 엘리자베스 1세 치세 말기인 1600년 기사 작위를 받았으며 이후 제임스 1세 국왕 때는 기사 작위 귀족 지위를 지낸 그는 이후 찰스 1세 국왕 때까지 기사 작위와 영국 육군 준장 계급을 지내었고 찰스 1세 국왕이 올리버 크롬웰 장군의 손에 참형된 이후에는 올리버 크롬웰 호국경의 관용을 받아 1651년 영국 육군 준장 예편 직후 1656년 서거할 때까지 크롬웰 가의 비호를 받으며 자신의 사저에 칩거하였다. 후에 그의 손자 로버트는 옥스포드와 모티머 백작이 되었다.